# Festival international du film de Seattle
Le Festival international du film de Seattle (Seattle International Film Festival ou SIFF) est un festival de cinéma américain créé en 1976 et qui se déroule chaque année à Seattle, État de Washington.
Il s'agit de l'un des principaux festivals de cinéma non compétitifs d'Amérique du Nord. Il dure 24 jours, de fin mai à début juin, et présente principalement des films indépendants et non américains ainsi qu'un nombre de plus en plus important de documentaires.

## Historique
Le festival a été créé en 1976 par Dan Ireland (en) et Darryl Macdonald, alors codirecteurs d'un cinéma indépendant, le Moore Egyptian Theater (devenu depuis une salle de concerts et de théâtre sous le nom de Moore Theater (en)). Quand leur bail de la salle se termina, Ireland et Macdonald fondèrent l'Egyptian Theater dans le quartier de Capitol Hill. Ce cinéma est toujours utilisé en 2010 pour le festival avec une demi-douzaine d'autres cinémas qui changent chaque année. Depuis l'édition 2007, le festival possède également son cinéma dédié, le SIFF Cinema, situé au Seattle Center.
Le festival a la réputation d'être plus un festival pour le public que pour les professionnels du cinéma et chevauche souvent partiellement le festival de Cannes, ce qui réduit la présence des personnalités influentes du milieu. Depuis 1985, le public du festival distribue la Golden Space Needle pour récompenser le meilleur film, ainsi que des prix pour le meilleur réalisateur, le meilleur acteur, la meilleure actrice et le meilleur court-métrage. Depuis 1991, un prix est aussi attribué au meilleur documentaire et au meilleur court-métrage. Ces prix sont votés par le public du festival.

## Programme
En compétition :
- Documentary
- FutureWave
- New American Cinema
- Films4Families
- New Directors
- ShortsFest

Hors compétition :
- Alternate Cinema
- Catalyst
- Face the Music
- Midnight Adrenaline
- Northwest Connections
- Secret Festival

## Catégories de récompense
- Golden Space Needle
- Grand Prix du Jury (Grand Jury Prize)
- Prix du jury des jeunes (Youth Jury Awards)
- Film familial (Films4Families Feature)
- FutureWave Feature
- SIFF Award du meilleur réalisateur
- SIFF Award du meilleur acteur
- SIFF Award de la meilleure actrice
- SIFF Award du meilleur film documentaire
- SIFF Award du meilleur court-métrage